# ドイツみちこ
ドイツみちこ（1978年1月21日 - ）は、日本のお笑いタレント。本名、土居 美知子（どい みちこ）。
愛媛県宇和島市出身。太田プロダクション所属。

## 略歴・人物
芸人デビュー前は、自動車会社で営業マンをしていた。 
吉本総合芸能学院 (NSC) 東京校8期生（2002年 - 2003年在学）出身。かつてはコンビ『グリングリン』（この当時の相方は、現「カシスプリン」の大久保薫）、その後は2006年4月から男女混成トリオ『ライオンパンチ』で活動。2007年9月20日にライオンパンチが解散した後はピン芸人となる。ドイツ曰く、ライオンパンチ時代のメンバーの男性（ボケ役）から告白されたことがあり、これ以来はライブ中のネタでもカッコ付けてボケなくなったことで不満を感じ、解散になったとのこと。
2009年12月にそれまで所属していたよしもとクリエイティブ・エージェンシーの所属を離れ、フリーとなる。2010年4月にBOOMER・河田貴一主催の舞台公演『小田原シンドバット』に出演、これがきっかけとなって三木プロダクションに所属となる。ピン芸人時代のネタは主に一人コントで、教師やOLに扮してなどのネタがあった。M-1グランプリ2010には、同じ事務所所属のまじかる☆あやかとのコンビ『まじかる☆みちこ』で出場。
かつては「瀬戸内逆境」（せとうち ぎゃっきょう）という別名義での活動も行っていたことがある。この当時は、白髪交じりのかつらで老け役を演じる時もあった。後に、NSC東京校で同期生だった橋爪ヨウコと一緒にライブに出演して一緒にネタ披露などをすることが多くなり、『ようことみちこ』というユニットライブも開催している。THE MANZAI 2011には、この2人で『年増のみちこちゃん 根に持つようこちゃん』というコンビ名で出場。この2人で同居していたこともあった。なお、この2人で2014年から正式にコンビ『こじらせハスキー』を結成して活動、こじらせハスキーは同年に太田プロダクション所属となる。
幼稚園教員、保育士のそれぞれの資格を持っている。
地元・宇和島市の宇和島少年少女合唱団に入って活動していた時期があることから、歌唱が特技。
近年は筋力トレーニングを行っており（本人曰く「何かキャラを付けたいと思って、嫌々始めた」とのこと）、2017年9月の時点で体脂肪率が15%。2017年11月、ボディビルコンテスト「NPCJ」世界大会のビキニ部門で9位に入賞した。その後、知り合いの元力士に相撲を習い始め、週1回ペースで相撲の稽古をしている。それまで全く相撲に興味が無かったということだったが、どっぷりハマったという。
「水前寺清子に似ている」と言われることが多いことから、水前寺清子の物真似ネタも持っており、スナックのアルバイトでは、店のカラオケで「三百六十五歩のマーチ」を歌ってはチップで小銭をもらっていたという。その後、水前寺の物真似を入れたコンビネタをテレビで演じたところ、これを観た水前寺の後援会の人が水前寺本人に伝えてくれたことがきっかけで、BSフジ『水前寺清子情報館』で水前寺と共演し、水前寺本人から公認を得たこともある。
父親は元中学校長。2013年に宇和島市長選挙に出馬、落選したが3選を果たした石橋寛久に441票差と接戦に持ち込んだ（石橋寛久#2013年宇和島市長選挙も参照）。母親も学校教員（両親共々学校教員であるのは相方の橋爪ヨウコも同様である）。

## 出演

### テレビ
- やりすぎコージー（テレビ東京）
- MMM（日本テレビ）- 2008年4月22日。松野明美の物真似を披露。
- さんまのスーパーからくりTV（TBSテレビ）- 2009年6月14日「からくり芸人かえうた王」
- 神保町花月アワー（あっ!とおどろく放送局）- 2009年6月16日
- 森田一義アワー 笑っていいとも!（フジテレビ）- 2012年11月12日「ウルトラソウル芸人選手権」コーナー
- 一夜づけ（テレビ東京）- 2017年4月24日
- ブイ子のバズっちゃいな!（テレビ朝日）- 2021年1月14日深夜

こじらせハスキー二人での出演については、こじらせハスキー#出演の節を参照。

### 舞台・ライブ
- ミセス・ダディー（2008年3月25日 - 3月30日、神保町花月）
- ミックスナッツ#1 〜ナッツ・ミート・ナッツ〜 2008年9月30日 - 10月5日、神保町花月）
- 小田原シンドバット（2010年4月15日 - 17日、千本桜ホール）
- JAMEお笑いハーベスト（日本音楽事業者協会主催）
- TEPPEN
- スギロックフェスティバル
他